# Sheldon Mac
Pour les articles homonymes, voir Sheldon et McClellan.
Sheldon Mac, anciennement Sheldon Reeves McClellan, né le 21 décembre 1992 à Houston, Texas, est un joueur américain de basket-ball. Il évolue aux postes d'arrière et ailier.

## Biographie

### Carrière universitaire
McClellan passe ses deux premières années universitaires à l'université du Texas à Austin où il joue pour les Longhorns entre 2011 et 2013. Après sa deuxième saison il est transféré à Miami parce que son entraîneur Rick Barnes n'est pas satisfait de ses efforts.
Il part à l'université de Miami où il joue pour les Hurricanes entre 2014 et 2016.

### Carrière professionnelle
Lors de la draft 2016 de la NBA, automatiquement éligible, il n'est pas sélectionné. En juillet, il participe à la NBA Summer League de Las Vegas avec les Wizards de Washington. En cinq matches, il a des moyennes de 2,6 points, 1,4 rebond, 0,6 passe décisive et 0,4 interception en 12,6 minutes par match.
Le 23 septembre 2016, il signe un contrat avec les Wizards de Washington. Il réalise de bons passages en sortie de banc pour les Wizards et réussit à se maintenir dans l'effectif pour la saison 2017-2018. Malheureusement, quelques jours après avoir vu son contrat garanti par les Wizards, il se rompt le tendon d'achille en pré-saison et voit sa saison se terminer avant même d'avoir commencer.
Le 9 février 2018, il est transféré aux Hawks d'Atlanta contre un second tour de la draft 2019 et de l'argent. Il est coupé dans la foulée par la franchise de Georgie.
Le 7 mars 2020, il signe un contrat de 10 jours avec les Cavaliers de Cleveland.
En septembre 2021, Mac s'engage avec l'ESSM Le Portel, club français de première division. Son contrat est rompu par le club en novembre après avoir joué 7 rencontres. Il s'engage peu après avec le BCM Gravelines Dunkerque, club voisin, où il pallie l'absence sur blessure de John Jenkins.

## Statistiques

### Universitaires
| Saison    | Équipe | Matchs | Titul. | Min./m | % Tir | % 3pts | % LF | Rbds/m. | Pass/m. | Int/m. | Ctr/m. | Pts/m. |
| --------- | ------ | ------ | ------ | ------ | ----- | ------ | ---- | ------- | ------- | ------ | ------ | ------ |
| 2011-2012 | Texas  | 34     | 10     | 25,9   | 44,8  | 31,0   | 75,6 | 3,29    | 0,62    | 1,03   | 0,09   | 11,26  |
| 2012-2013 | Texas  | 34     | 15     | 27,3   | 38,2  | 27,3   | 83,3 | 3,88    | 0,85    | 0,82   | 0,09   | 13,53  |
| 2014-2015 | Miami  | 38     | 38     | 33,6   | 48,4  | 35,8   | 82,4 | 4,68    | 1,95    | 0,89   | 0,18   | 14,47  |
| 2015-2016 | Miami  | 35     | 34     | 32,9   | 50,4  | 40,6   | 83,8 | 3,20    | 1,60    | 1,03   | 0,26   | 16,29  |
| Total     |        | 141    | 97     | 30,0   | 45,5  | 34,0   | 81,8 | 3,79    | 1,28    | 0,94   | 0,16   | 13,92  |

## Palmarès
- Second-team All-ACC (2016)